# Gobio coriparoides
Gobio coriparoides är en fiskart som beskrevs av Nichols 1925. Gobio coriparoides ingår i släktet Gobio och familjen karpfiskar. Inga underarter finns listade i Catalogue of Life.